# Manorama

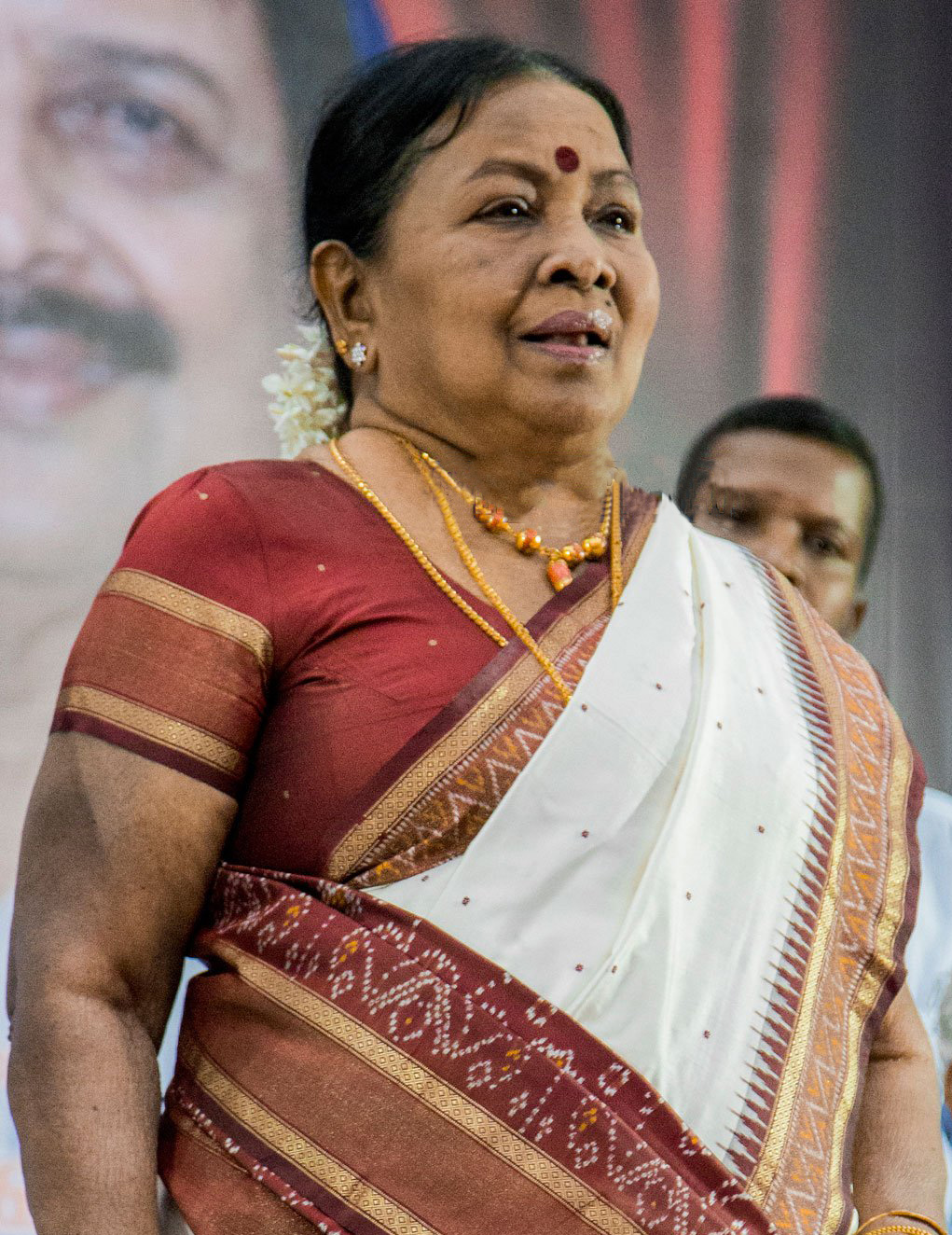
Manorama

Manorama, artistnamn för Gopishantha, även kallad Aachi, född 1937 i Mannargudi i Tamil Nadu, död 10 oktober 2015 i Chennai i Tamil Nadu, var en indisk (tamilsk) skådespelare som var med i över 1 500 filmer, 5 000 scenframträdanden och flera tv-serier fram till 2015. Hon kom med i Guinness Rekordbok 1985 för att varit med i mer än 1 000 filmer.

## Utmärkelser
- National Film Award for Best Supporting Actress (1989)
- Filmfare Lifetime Achievement Award – South (1995)
- Padma Shri (2002)[3]

## TV-serier i urval
- Kattu Patti Charitram
- Anbulla Amma
- Tyagiyin Magal
- Vanavil
- Aachi International
- Anbulla Snehithi
- Alli Rajyam
- Aval
- Robo Raja
- Manushi
- Vaa Vadhyare
- Tina Mina